# Ligue catholique (États-Unis)
La Ligue catholique pour les droits religieux et civils, souvent abrégée en Ligue catholique, est une organisation catholique américaine dont l'objectif déclaré est de "défendre le droit des catholiques - laïcs et membres du clergé - à participer à la vie publique américaine sans diffamation ni discrimination". La Catholic League déclare qu'elle est "motivée par la lettre et l'esprit du premier amendement ... pour sauvegarder à la fois les droits à la liberté religieuse et les droits à la liberté d'expression des catholiques à chaque fois et partout où ils sont menacés". Selon l'Encyclopédie de la religion et de la politique américaines, la ligue "est considérée par beaucoup comme la principale organisation représentant le point de vue des laïcs catholiques américains".
Fondée en 1973 par le prêtre jésuite Virgil Blum (en), la Catholic League a été créée pour lutter contre la discrimination à l'encontre des catholiques dans le gouvernement américain et la culture populaire (en). Ce groupe discret a lancé des campagnes d'éducation publique et a intenté quelques procès. En 1993, le groupe est devenu beaucoup plus agressif avec un nouveau président, l'ancien professeur de sociologie Bill Donohue, qui a également augmenté sa taille pour devenir la plus grande organisation de défense des catholiques aux États-Unis. La Ligue catholique est connue pour ses communiqués de presse sur ce qu'elle considère comme des thèmes anti-catholiques et anti-chrétiens dans les médias.
La Ligue catholique a pris position contre tout ce qu'elle perçoit comme anti-catholique, y compris l'industrie du divertissement, certaines expositions d'art, les programmes scolaires d'éducation sexuelle, la contraception et l'avortement financés par le gouvernement, la partialité des médias, les restrictions contre l'activisme anti-avortement et les restrictions sur les écoles religieuses (en). Elle publie une revue, Catalyst, et gère un site web.
Sous la direction de Donohue, la ligue est critiquée pour son conservatisme et pour ses réponses combatives à des sujets médiatiques de premier plan,. Outre les campagnes d'éducation, le groupe émet des condamnations, lance des boycotts et des manifestations, défend les prêtres contre les accusations d'abus sexuels sur les enfants, combat les propositions de loi et menace de poursuites judiciaires contre ce qu'il considère comme du sectarisme à l'égard des catholiques, de l'irrévérence à l'égard des personnalités religieuses et des attaques contre les dogmes catholiques,. Toutefois, la Ligue catholique souligne qu'elle "ne parle pas avec autorité au nom de l'Église dans son ensemble".